# دورا (الخلیل)
دورا (الخلیل) (به لاتین: Dura, Hebron) یک منطقهٔ مسکونی در کرانه غربی رود اردن است که در استان الخلیل واقع شده‌است.

## خصوصیات
دورا ۲۸٬۲۶۸ نفر جمعیت دارد.

## سرشناسان
- ماجد ابوشرار، (۱۹۳۶ – ۹ اکتبر ۱۹۸۰) سیاستمدار و نویسنده. [۳]

## خواهرخوانده
شهر پلزو خواهرخواندهٔ دورا (الخلیل) هست.